# 등지느러미

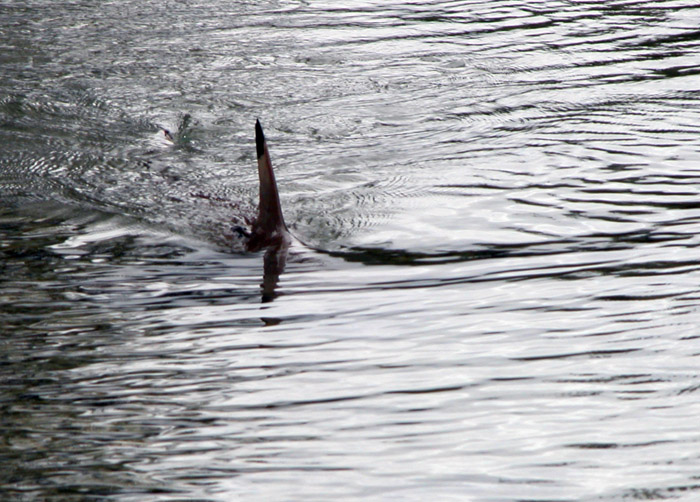
상어의 등지느러미

등지느러미(dorsal fin)는 다양한 물고기나 고래(고래, 돌고래, 쇠돌고래), 멸종한 어룡 등을 포함한 다양한 수생 척추동물의 등부분에 붙어있는 지느러미이다. 종에 따라 하나 혹은 두개의 등지느러미를 가지고 있다.

## 같이 보기
- 지느러미
- 수직안정판(Vertical stabilizer)
- Submarine sail